# Turtmannsee
Der Turtmannsee ist ein Stausee im Schweizer Kanton Wallis auf 2176 m ü. M. in den Walliser Alpen.

## Lage
Der See liegt am oberen Ende des Turtmanntals  und staut die Turtmänna, welche die Gemeinden Oberems im Westen und Turtmann-Unterems im Osten trennt.

## Besonderheit
Eigentlich sind es zwei Stauseen: der untere und grössere mit einer relativ kurzen Staumauer an einer Engstelle und südlich darüber auf 2191 m ü. M. der flächig kleinere, jedoch mit deutlich längerer Staumauer, über welche auch der Wanderweg sowie die Zufahrt zur etwas höher liegenden Talstation (2281 m ü. M.) der Materialseilbahn der Turtmannhütte (2253 m ü. M.) führen. Die Seen sind auch vom Turtmanntaler Aussichtsweg von Norden aus 2342 m ü. M. zu betrachten.

## Bilder

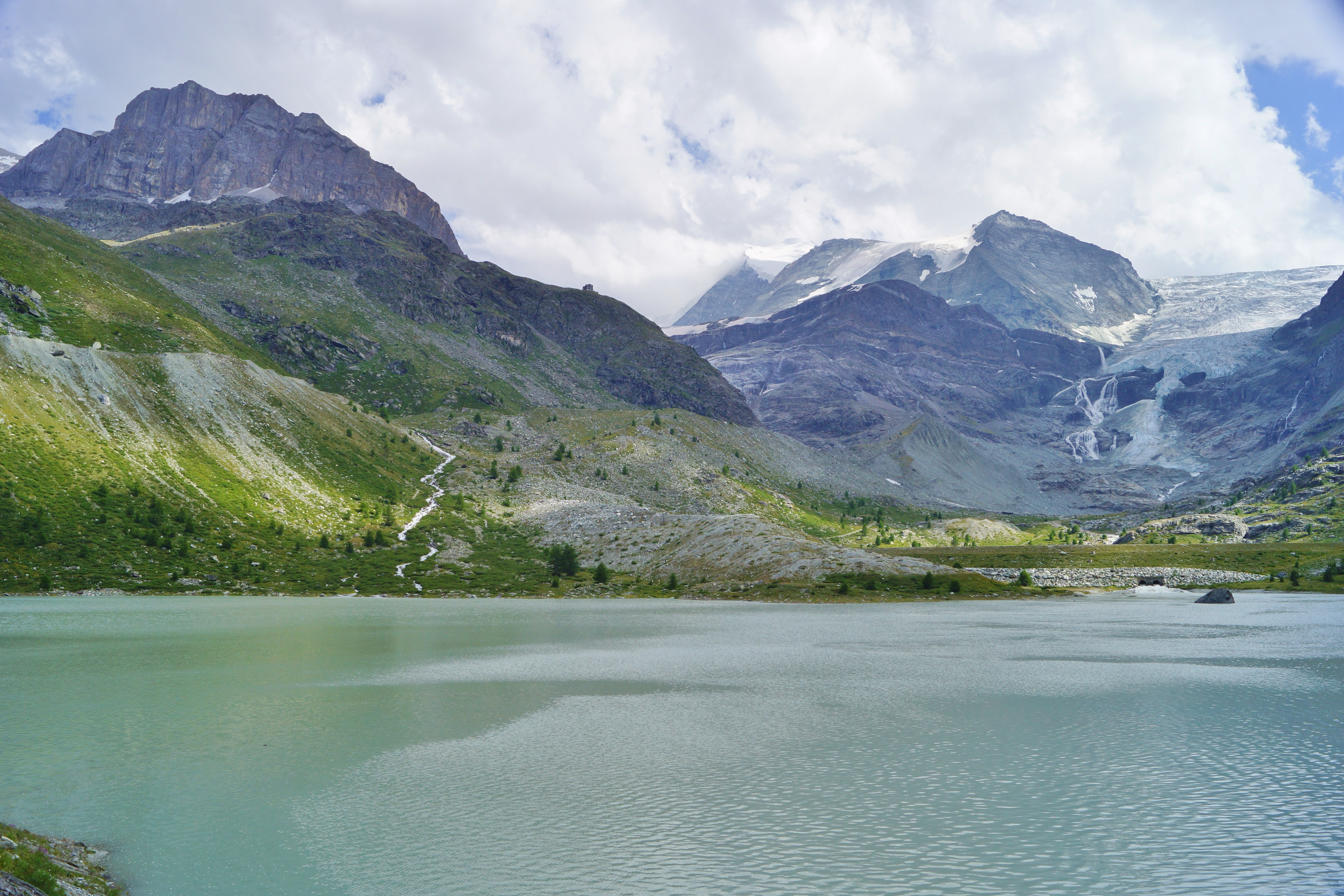
Unterer Turtmannsee mit Blick zur Turtmannhütte
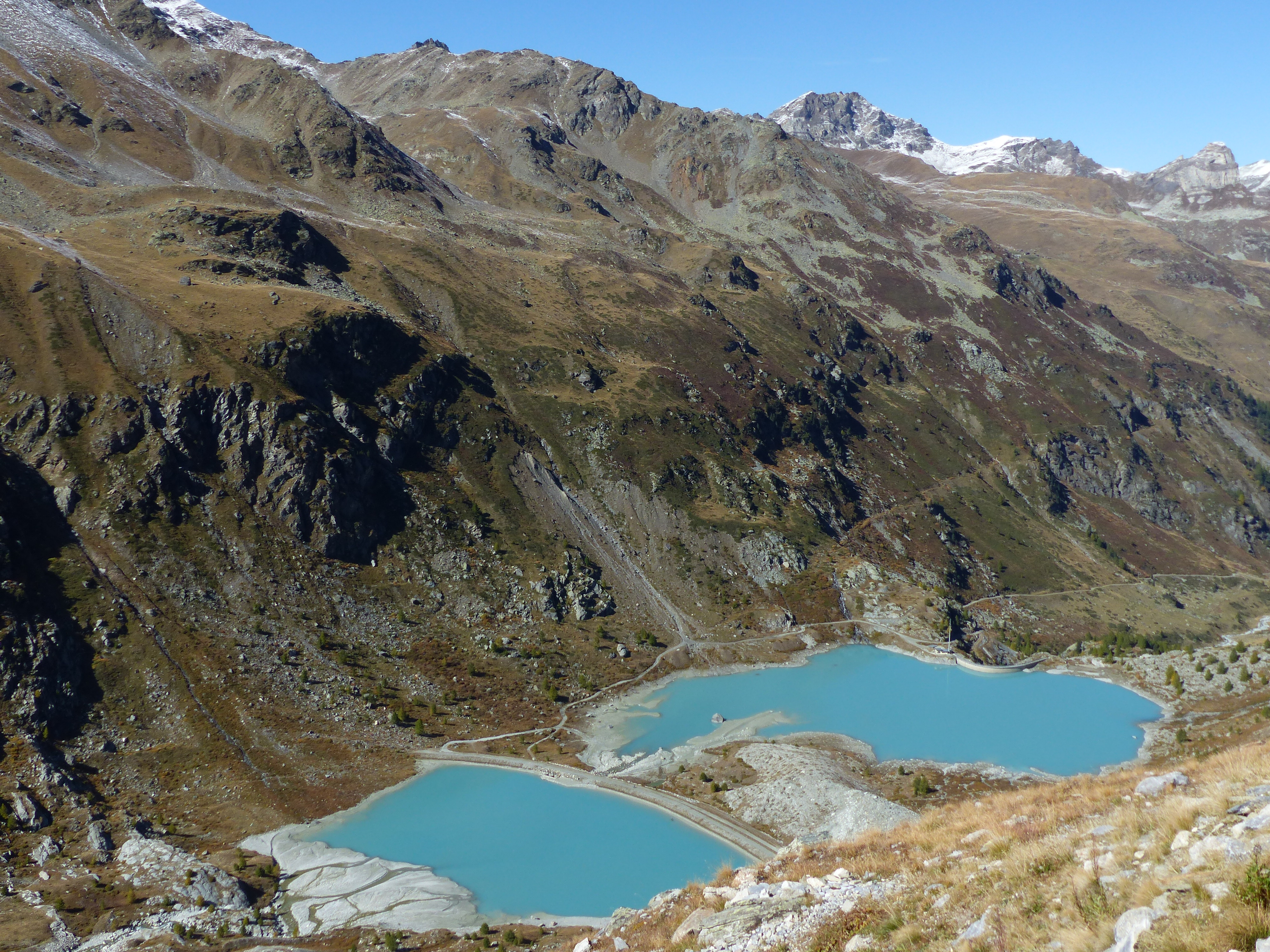
Von der Turtmannhütte Richtung Nordwest
Blick von der Staumauer des oberen Sees > Süd
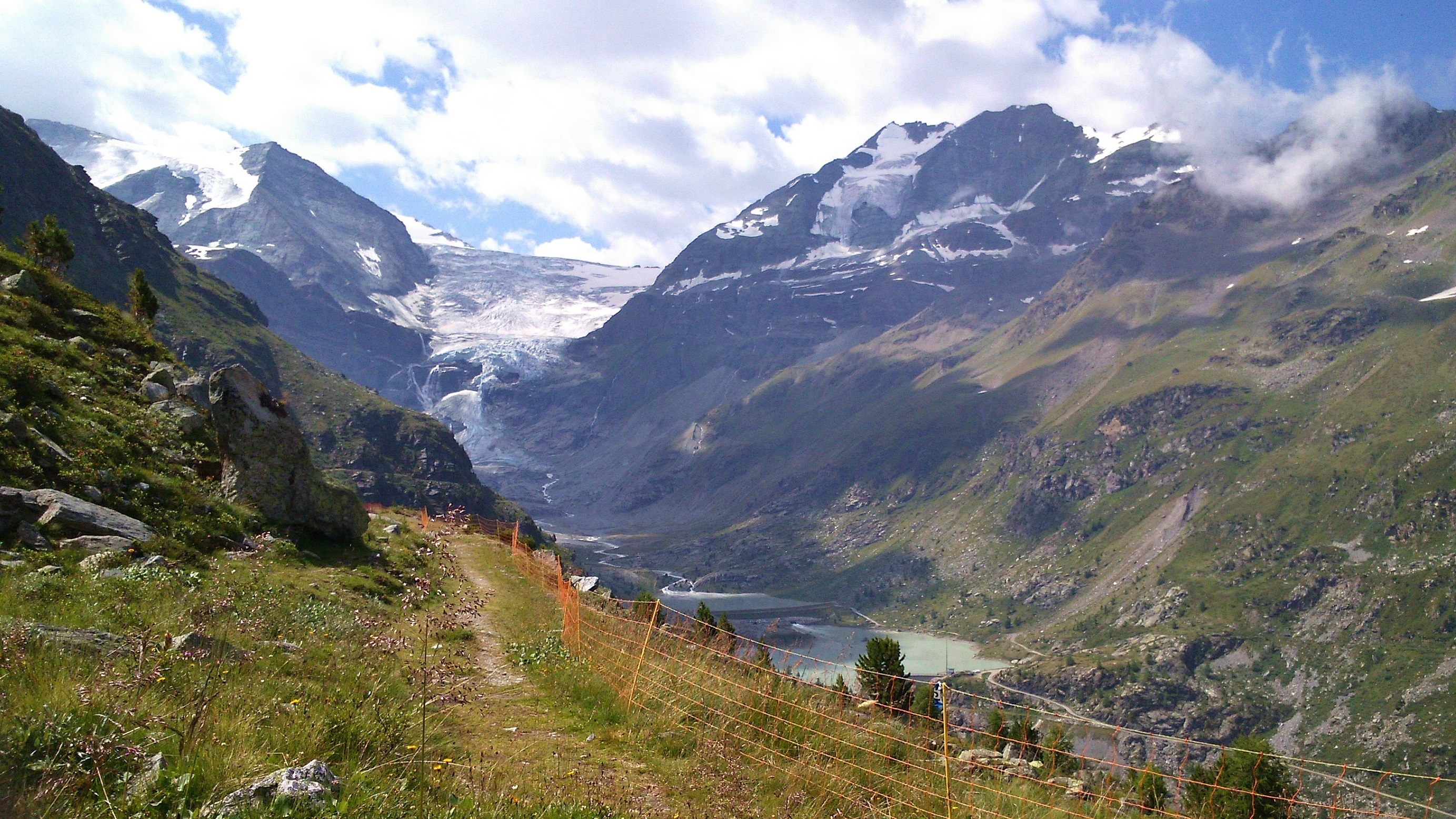
Blick von oberhalb Holustei > Süd

## Nachweise
1. ↑  Lage und Höhe gemäss Swisstopo (Landeskarte der Schweiz)

Siehe auch Weblinks.